# Juan Luis Vázquez
Juan Luis Vázquez Suárez (cité plus souvent Juan Luis Vázquez ; né le 26 juillet 1946 à Oviedo) est un mathématicien espagnol.

## Biographie
Vázquez étudie de 1964 à 1969 à la Escuela Técnica Superior de Ingenieros de Telecomunicación (ETSIT) de Madrid et y obtient son diplôme d'ingénieur en télécommunications. Il poursuit par des études de mathématiques à l'université complutense de Madrid, où il obtient son doctorat en 1979 sous la direction de Haïm Brezis (Existencia, unicidad y propiedades de las soluciones de algunas ecuaciones en derivadas parciales semilineales. Il est professeur de mathématiques appliquées à l'université autonome de Madrid depuis 1986, émérite à partir de 2016.

## Recherche
Vázquez travaille sur la résolution des équations aux dérivées partielles (EDP), en particulier des équations de conduction thermique non linéaires (équations aux dérivées partielles parabolique) et des écoulements en milieux poreux (équations en milieux poreux), avec des applications dans l'industrie pétrolière.

## Prix et distinctions
En 2006, il a donné une conférence plénière au congrès international des mathématiciens de Madrid (Perspectives in Nonlinear Diffusion : Between Analysis, Physics, and Geometry). En 2003, il a reçu le Premio Nacional de Investigación Julio Rey Pastor (es). Il est membre de l'American Mathematical Society et de l'Académie royale des sciences exactes, physiques et naturelles. Il est docteur honoris de l'Université d'Oviedo (2015). Il est élu membre de l'Académie européenne des sciences en 2016. En 2018 il reçoit la médaille de la Société royale mathématique espagnole.
De 1996 à 1998, il est président de la Société espagnole de mathématiques appliquées (Sociedad Española de Matemática Aplicada, SEMA).

## Publications (sélection)

### Livres
- The porous medium equation. Mathematical Theory, Clarendon, 2007 (ISBN 978-0-19-856903-9)
- Smoothing and Decay Estimates for Nonlinear Diffusion Equations. Equations of Porous Medium Type, Oxford University Press, coll. « Oxford lecture series in mathematics and its applications » (no 33), 2006 (ISBN 0-19-920297-4)
- avec Viktor A. Galaktionov, A Stability Technique for Evolution Partial Differential Equations. A Dynamical Systems Approach, Birkhäuser, coll. « Progress in nonlinear differential equations and their applications » (no 56), 2003 (ISBN 3-7643-4146-7)
- avec Xavier Cabré et José A. Carrillo, Recent trends in partial differential equations, American Mathematical Society, coll. « Contemporary Mathematics » (no 409), 2006 (ISBN 0-8218-3891-1)

### Articles scientifiques (sélection)
Zentralblatt MATH liste 300 articles.
- « Growing solutions of the fractional p-Laplacian equation in the fast diffusion range », Nonlinear Anal., Theory Methods Appl., Ser. A, Theory Methods, vol. 124,‎ 2022, article no 112575 (35 p.).
- avec Alessandro Audrito, « Travelling wave behaviour arising in nonlinear diffusion problems posed in tubular domains », J. Differ. Equations, vol. 269, no 3,‎ 2020, p. 2664-2696.
- avec Enrique Zuazua, « The Hardy inequality and the asymptotic behaviour of the heat equation with an inverse-square potential », Journal of Functional Analysis, vol. 173, no 1,‎ 2000, p. 103–153.
- avec Philippe Benilan, Lucio Boccardo, Thierry Gallouët, Ron Gariepy et Michel Pierre, « An L1-theory of existence and uniqueness of solutions of nonlinear elliptic equations », Annali della Scuola Normale Superiore di Pisa, Classe di Scienze/Serie 4, vol. 22, no 2,‎ 1995, p. 241–273.
- « Nonexistence of solutions for nonlinear heat equations of fast-diffusion type », Journal de Mathématiques Pures et Appliquées/Série 9, vol. 71, no 6,‎ 1992, p. 503–526.
- « Asymptotic behaviour and propagation properties of the one-dimensional flow of gas in a porous medium », Transactions of the American Mathematical Society, vol. 277, no 2,‎ 1983, p. 507–527.